# 酒精不當使用
酒精不當使用（英語：Alcohol abuse）描述的是一串不健康的飲酒行為，從暴飲到酒精依賴都有，極端的情況下會造成個人健康問題和大規模社會問題（例如產生酒精相關犯罪）。
酒精不當使用是1994年出版的精神疾病診斷與統計手册第四版（DSM-IV）中描述的精神病診斷，並且在DSM-5中已與酒精依賴合併為酒精使用疾患的診斷。
全球因過度飲酒而成為導致死亡以及疾病負擔/傷害的第七大風險因素。簡而言之，除菸草外，酒精在造成疾病負擔方面排名第二。飲酒是世上造成可預防肝病的主因，酒精性肝病是種慢性病，由飲用精所導致。在美國，數以百萬計的各個年齡段的男性和女性，從少到老，都以不健康的方式飲酒。酒精使用疾患對於各行各業的人都會發生影響。導致人們罹患酒精使用疾患(AUD)的因素很多，遺傳、精神疾病、創傷、環境因素、甚至是父母的飲酒習慣也有關係。

## 定義
危險性飲酒（Risky drinking，或是hazardous drinking）是指飲酒數量超過推薦的限度：
- 男性每週超過14份標準數量，或是單次超過4份
- 女性每週超過7份，或是單次超過3份
- 孕婦或是少於21歲的人飲酒即屬危險性飲酒

暴飲是種讓血液酒精濃度達到或是超過≥ 0.08%的飲酒模式，通常對應於
- 男性單次喝 ≥ 5份
- 女性單次喝 ≥ 4份

在DSM-IV（1994年到2013年）中，酒精不當使用和酒精依賴被分開定義為不同的疾病。到DSM-5出版時，這兩種疾病被合併成酒精使用疾患，而在子分類中依不同嚴重程度作分類。在醫療衛生的用法中，並沒有“alcoholism（酗酒）”這種診斷。
而美國預防服務工作隊是用alcohol misuse來描述一系列的飲酒行為，包括危險性飲酒（risky drinking）、酒精不當使用（alcohol abuse）、和酒精依賴（alcohol dependence與AUD相似，但DSM中並未採用）。

## 體徵和症狀
罹患有酒精使用疾患的人通常會有人際關係困難、工作場所或學校的問題、以及法律上的問題。此外，人們可能會有易怒和失眠的問題。酗酒也是導致慢性疲勞出現的重要原因.這些體徵與酒精對人體器官系統產生影響有關。然而，雖然這些體徵經常出現，並不就確定有酒精不當使用的診斷。酒精不當使用的跡象會顯示中樞神經系統受到嚴重影響，包括酩酊大醉和判斷力變差、長期焦慮、易怒、和失眠。酒精對肝臟的影響有肝功能測試時指數升高（典型的天冬氨酸氨基轉移酶（AST）至少應是谷丙轉氨酶（ALT）的兩倍。若是低於兩倍（即ALT升高），就有肝功能變差的可能）。長期飲酒會導致肝硬化和肝衰竭。肝硬化之後，就無法處理激素和毒素。酒精性肝硬化患者的皮膚可能會出現蜘蛛形血管瘤、手掌紅斑、以及伴隨急性肝衰竭的黃疸和腹水。內分泌系統紊亂導致男性乳房增大。肝臟無法處理毒素會導致肝臟疾病（例如肝性腦病）的發生。
酒精不當使用會導致大腦損傷，從而導致管控功能（例如工作記憶和視覺空間功能）受損，並可能導致人格異常和發展出情感障礙。暴飲者與與非暴飲者相比，會報告健康狀況尚可或是不佳，並且會隨著時間的推移而逐漸惡化。酒精還會損害飲者的批判性思維，患者在壓力下的推理能力受到損害，他們似乎缺乏對周圍事情的注意力。由於酒精對大腦，尤其是對前額葉皮質的神經毒性作用，酗酒者的社交技能會顯著受損。前額葉皮質負責認知功能，例如工作記憶、衝動控制、和決策執行。大腦的這個區域容易受到慢性酒精引起的DNA氧化性傷害。因酗酒而受損的社交技能包括感知面部情緒、情感韻律、和心智理論；酒精不當使用者理解幽默的能力也會受損。青少年暴飲者最可能造成神經認知功能（尤其是在管控功能和記憶）的損害。濫用酒精者從危重疾病中倖存的可能性較小，因為他們罹患敗血症的風險較高，較有可能在住院期間死亡。
老年人與年輕人相比，少量飲酒產生的負面影響更大。因此，美國老年醫學會建議身體狀況正常的老年人，無論性別，每天飲酒少於1份，或最多2份。

### 暴力
濫用酒精與自殺以及暴力行為有密切的關聯。由於美洲原住民社區的酒精依賴和濫用的比率非常高，是最需關注的健康問題；根據一份在2003年所做的調查報告，在加拿大的279個美洲原住民社區，有多達80%的自殺企圖和60%的暴力行為與酒精使用有關。

### 懷孕

酒精性飲料上貼的標籤，鼓勵懷孕期間孕婦零酒精攝入。

孕婦如果濫用酒精，會導致嬰兒罹患胎兒酒精譜系障礙。這種症候群是種身體異常和精神發育疾患的模式，在母親懷孕期間酗酒所生下的嬰兒中日益常見。發育中的胎兒接觸酒精之後，會導致大腦發育緩慢，導致嚴重的發育遲緩或是死亡。倖存的嬰兒可能身上會發生嚴重的異常，如小眼睛、極薄的上唇、變形關節、頭徑小於正常尺寸，腦部縮小。有些嬰兒可能會罹患肺部疾病。甚至有可能嬰兒在懷孕期間都會出現心臟缺陷，例如心室中膈缺損或心房中膈缺損。專家建議孕婦每天攝入的酒精不超過一份。然而，其他組織建議在懷孕期間得完全禁酒。

### 青少年時期
青少年和青春期開始時期的飲酒，對發育中的人具有生理和社會影響。12年級學生中大約有一半曾有醉酒的經驗，還有三分之一曾經有過暴飲。大約有3%是每天喝酒。所產生的社會影響之一是冒險行為的增加，例如飲酒、吸菸、甚至是使用藥物。16歲及以下的少年大量飲酒的話。會展現出品行障礙的症狀。這種症狀包括在校的不良行為、不斷說謊、學習障礙、和社交障礙。
青少年時期酗酒，讓較為脆弱的大腦神經迴路發生變化，會大幅增加成年後罹患酒精使用疾患的風險。最近的研究顯示，男性開始飲酒的年齡較小與一般人群中酒精不當使用率的增加有關聯。
社會不平等（以及其他因素）對青少年開始飲酒（以及使用成癮物質）的行為產生影響。有項研究顯示，女孩“像男人一般的喝酒”會遭人側目，而以男性為對象的雜誌則向男孩和成年人傳達訊息，說喝酒才算是“雄赳赳”的男人。

## 原因
導致酒精不當使用的原因複雜。與經濟和生物起源有關聯，也與不良健康後果有關聯。同儕壓力會有影響；然而，來自同儕影響的大部分是由於對酒精不當使用風險有不正確的觀念。根據研究報告的作者Gelder、Mayou、和Geddes的說法，容易取得是人們濫用酒精的原因之一，因為太容易在商店買到。對於青少年和大學生的另一影響因素是在社會規範中對飲酒的看法；人們通常會喝更多的酒來和他們的同儕作比較，因為他們認為同儕比他們喝得多，而實際上並非如此。在某些情況之下（例如體育賽事、家庭聚會等）他們也期望會喝得更多。這種對社會規範的看法導致飲酒量比正常情況還高。酗酒也與文化涵化有關，因為社會和文化因素，如種族群體的規範和態度，會影響到酒精不當使用的生成。

### 精神疾患
個人濫用酒精可能是因為他們發現酒精可緩解焦慮或抑鬱等心理問題。而通常酒精不當使用和心理問題需同時治療。
酒精和麻醉藥物所產生的麻木作用可成為無法擺脫受創傷感覺者的應對策略。然而濫用者的改變或醉酒狀態反而把他們需要治療的覺醒阻擋住。

### 青春期
因性別不同，飲酒模式和發生酒精使用疾患的風險也會受到影響。先前已有證據顯示尋求感覺的行為與提早青春性成熟，以及與特異同儕的相伴有關聯。提早青春性成熟, 例如發育完成的體態和荷爾蒙發育顯示，與男性和女性個人增加飲酒有關聯。此外，做年齡調整後，這種性成熟和酒精使用之間的關聯仍然成立。

## 機制
過量飲酒會導致神經發炎，並導致髓磷脂遭受擾亂和大腦白質喪失。發育中的青少年大腦因為飲酒而面臨更大的腦損傷和其他長期改變的風險。罹患酒精使用疾患青少年的海馬體、前額葉皮質、和顳葉會受到損害。長期接觸酒精會導致大腦中DNA損傷增加, 以及DNA修復減少，以及神經元死亡增加。酒精經代謝後，會產生具有遺傳毒性的乙醛和活性氧類。
直到最近，對調節青春期性成熟與飲酒增加間聯繫的潛在機制尚所知有限。現在的研究顯示，性類固醇的水準可能在這種透過相互作用中發揮功能。在做年齡調整後，有證據顯示在青春發育期的男性青少年中， 雌二醇和睾酮的水準升高與飲酒量增加有關聯..有人提出，性類固醇透過刺激男性青少年大腦中與獎勵機制相關的區域，而促使青少年的飲酒行為。但在青春期發育的女性中並未顯示與激素水準有相同的關聯。據推測，性類固醇如睾酮和雌二醇，刺激男性大腦中的區域，功能是促進尋求感覺和尋求地位的行為,，並導致酒精使用增加。
此外，在男性大腦中TTTan芳香化酶把睾酮轉化為雌二醇的的功能，與成癮和尋求獎勵的行為有關。因此，酶的活性增加可能會影響到青春期發育過程中男性青少年的酒精使用行為。對於女性飲酒和濫用酒精的潛在機制仍在研究之中，據信主要受青春期間體態的變化以及與特異同儕群體存在的影響，而不是激素的影響。
由於青春期性成熟的發展，大腦經歷過動態變化，酒精對於青少年的長期和短期成長過程會造成損害。藥物的快速作用，把神經遞質多巴胺釋放而出，把行為強化。

## 診斷

### DSM-IV
在DSM-IV，酗酒被定義為一種不適應的飲酒模式。在過去12個月內必須至少具有以下狀況之一，才算符合診斷：
- 反復飲酒，導致未能在工作、學校、或是家庭方面履行主要的職責
- 雖然在對身體有害的情況下仍反復飲酒
- 反復發生與酒精相關的法律問題
- 雖因酒精影響而導致或是加劇種種持續或是反復出現的社會或人際關係問題，但仍繼續飲酒[46][47]

### DSM-5
DSM-5（在2013年發布）中不再使用酒精不當使用，而把它當作是酒精使用疾患診斷的一部分。在上述的四個酒精不當使用標準中，除涉及法律的標準外，其餘三個都包含在酒精使用疾患的標準中。

### 篩檢
酒精使用疾患測試(AUDIT)被認為是最準確的篩檢工具，用來識別潛在的酒精不當使用，包括依賴的問題。WHO最初設計AUDIT（附有使用指導），在初級照護機構中使用。

## 預防

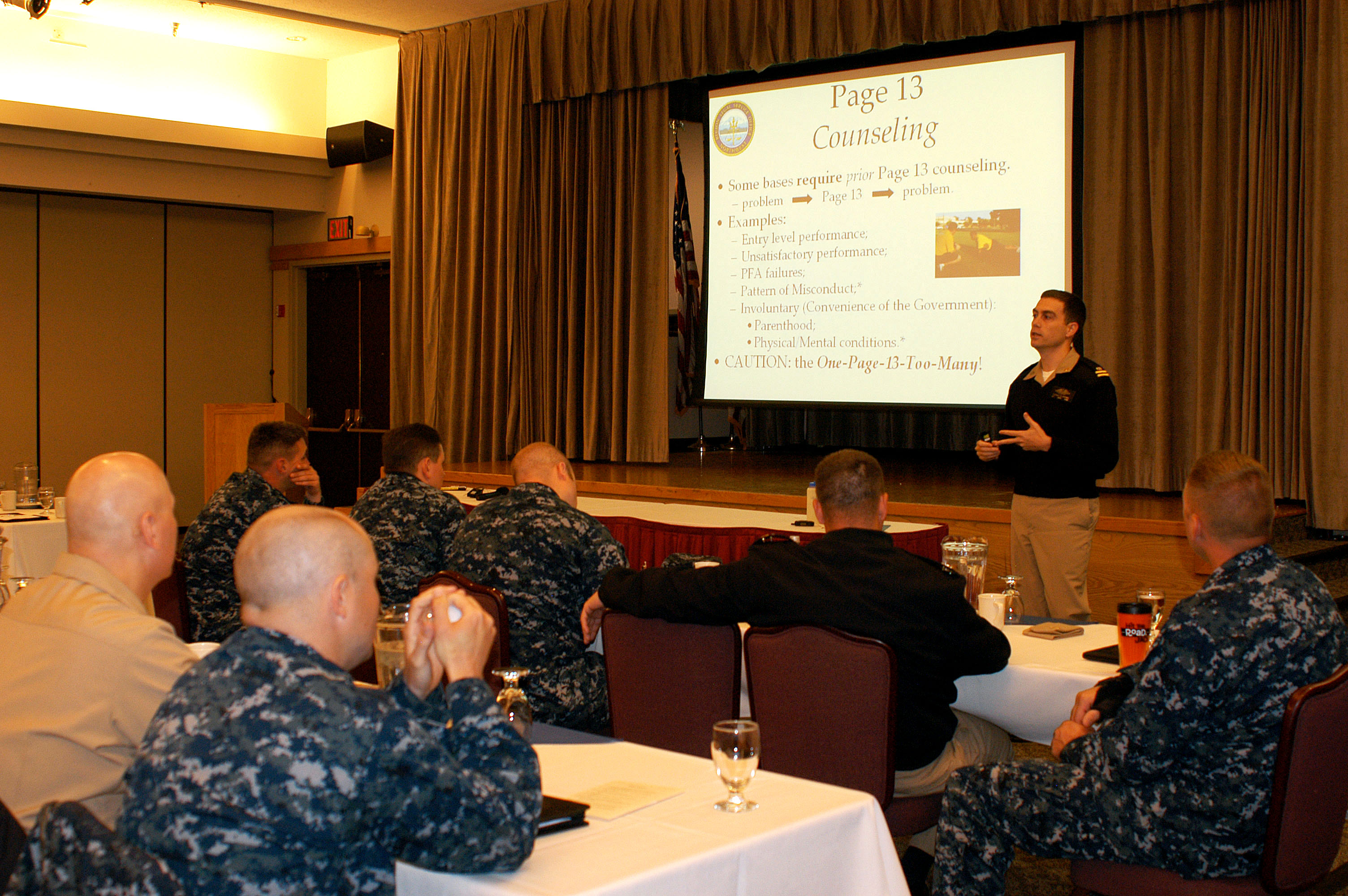
美國海軍提供給海員及其主管具有教育性，及深入性的酒精及藥物濫用訓練。

人們呼籲透過增加酒精稅、更嚴格管制酒精廣告、以及提供簡短的干預措施來預防或減少危害。簡短的干預可降低不安全性行為、性暴力、非預期懷孕、以及性傳染病傳播的發生率。透過互聯網或面對面提供有關社會規範和與酗酒相關的危害的信息和教育，對改變年輕人的有害飲酒行為尚未發現有任何有意義的影響。
根據歐洲法律，患有酗酒或其他相關問題的人不能取得駕照，或縱然持有駕照，也無法更新。這是一種防止個人酒後駕駛的方法，但無法防止酒精不當使用的行為。
有時候個人家庭成員的飲酒史會決定這個人的飲酒模式。例如發現他們的家族有強勁的飲酒模式，則可能需要進行教育以減少飲酒復發的可能。然而，研究顯示濫用酒精者往往有家人會試者幫忙解決問題。許多的情況是家庭成員會嘗試幫助個人改變或是改善飲者的生活方式。

## 治療
對於青少年的治療和干預，應側重於消除或減少飲者不良童年經驗（如虐待兒童）的影響，因為這些是常見導致早期酗酒的風險因素。應急管理和动机访谈等方法已被證明是治療衝動性青少年物質使用疾患的有效手段，讓患者專注於正面的獎勵，並將他們重新導往更健康的目標。對青少年進行關於重度飲酒的教育，並幫助他們關注自己的飲酒行為，已被證明可有效改變他們對飲酒的看法，並有可能幫助他們避免濫用酒精。完全停止使用酒精（即“禁酒”）是理想的治療目標。實現禁酒所需的動機是動態性的；家人、朋友、和醫療衛生從業者可在影響這種動機方面發揮功能。
一些濫用酒精的人可能會減少飲酒數量，成為“適度飲酒”。如果此方法不發生作用，則可能需要嘗試戒酒。有濫用者可透過匿名戒酒會協助達到戒酒的目的。（請參考有效性）
以覺察為基礎的干預計劃（鼓勵人們意識到自己當下的經歷和由思想產生的情緒）可減少酒精的攝取。
為濫用酒精者尋求治療的一個重要障礙是與濫用相關的污名。那些想從濫用中脫困的人認為濫用背負有巨大的污名時，就不太可能利用這種物質（或酒精）相關的治療服務。酗酒者的污名化與抑鬱程度的增加有關，導致焦慮程度增加、自尊水準降低、和睡眠品質變差。雖然有關酒精不當使用的負面想法和觀點，會讓那些在此問題上掙扎的人不去尋求所需的治療，但目前已有幾件事可把恥辱感降低。社會支持可為濫用者提供抵消污名和羞恥的有效工具。社會支持可幫那些在濫用中掙扎的人克服相關的負面含義，最終去尋求所需的治療。

## 流行病學
根據研究報告的說法，酒精不當使用最常發生在15至24歲的群組。但這項針對英格蘭7,275名大學生的特殊研究並沒有包括其他年齡群組或是其他國家的數據來做比較。
發生酒精不當使用的原因複雜，通常是多種因素組合而成，從應對壓力到兒童時期發生的事件。美國衛生及公共服務部把影響青少年飲酒的幾個因素確定為例如冒險、期望、敏感性和耐受性、個性和精神共病症、遺傳因素、和環境因素。
研究顯示虐待兒童的行為，例如忽視、身體虐待、和/或性虐待、以及父母有濫用問題，都會增加孩子在日後罹患患酒精使用疾患的可能。根據研究報告的說法，無論父母是否濫用酒精，經歷過多種虐待的青少年中，未成年飲酒情況更為普遍，而面臨更大的酒精使用疾患風險。遺傳和環境因素對於酒精使用疾患的發展會產生作用，但取決於年齡。遺傳因素對酒精使用疾患的影響隨年齡的增長而增強，從青春期的28%到成人的58%。

## 預後
青春期濫用酒精，尤其是在青春期的早期（即15歲之前），可能會導致大腦的長期變化，使他們在日後酗酒的風險增加；遺傳因素也會影響到濫用酒精的發病年齡和濫用酒精的風險。例如，在15歲之前開始飲酒的人大約有40%在日後會出現酒精依賴，而在20歲或以上才開始飲酒的人中，只有10%的人會在日後發生。這種關聯是否具有因果關係尚不完全清楚，有些研究人員並不同意這種觀點。
酒精使用疾患通常會導致廣泛的認知障礙，受影響的人受到顯著的影響。如果酒精引起的神經毒性已經發生，則需要平均一年的禁酒才能把這種認知缺陷逆轉。
有暴飲（過去兩週內有3次或以上）行為的大學生與非重度飲酒者相比，被診斷有酒精依賴的可能性高19倍，被診斷為濫用酒精的可能性高13倍，但因果關係的方向尚不清楚。偶爾暴飲者 (過去兩週內一或兩次) 與非重度間歇性飲者相比，被診斷有酒精不當使用或依賴的可能性達到四倍。

## 社會和經濟成本

英國成癮藥物諮詢委員會DrugScience在2010年發表的研究，在所有藥物中，酒精所造成的社會成本排名第一。

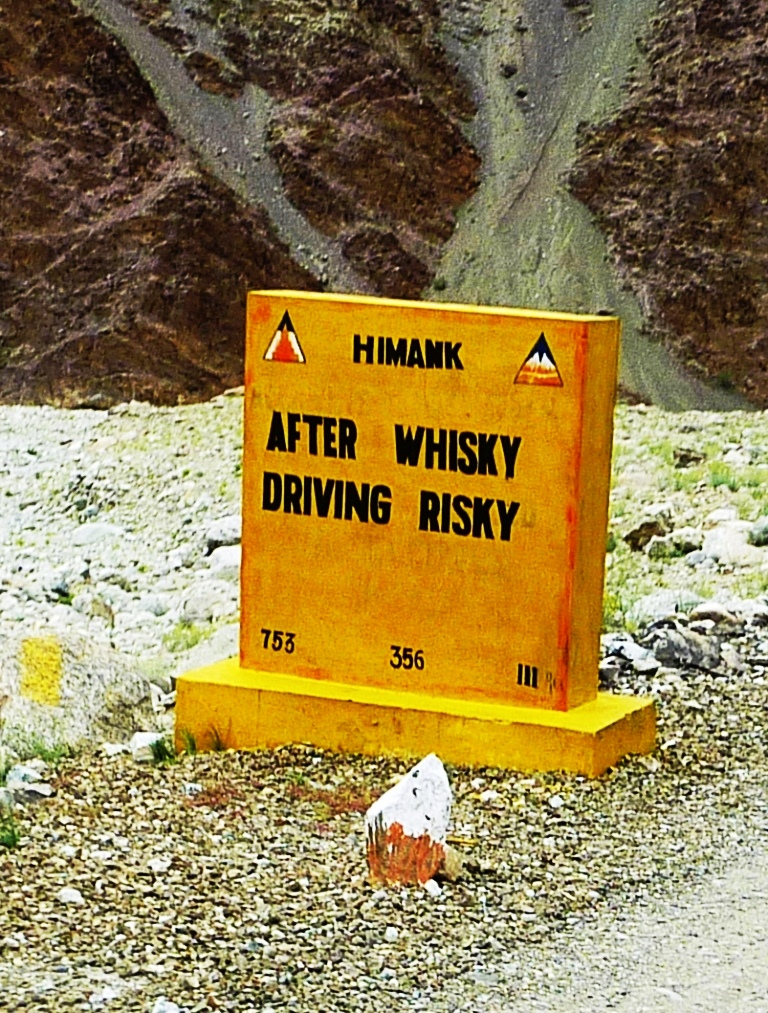
印度拉達克公路旁警告酒駕的標誌"After Whisky Driving Risky.（酒後駕駛就危險）"

濫用酒精與許多事故、爭鬥、和犯罪（包括刑事犯罪）有關。酒精在世界上已造成180萬人死亡，並導致大約5,830萬人發生殘疾。在5,830萬因濫用酒精而致殘的人中，約有40%是因酒精相關的神經精神疾患的結果。濫用酒精與青少年自殺有高度關聯。濫用酒精的青少年自殺的可能性是不喝酒的的17倍。此外，濫用酒精會增加個人遭受或進行性暴力的風險。酒精供應和消費率與暴力犯罪呈正相關，隨特定國家和文化的具體情況而有不同。

### 不同國家/地區
根據對加拿大當前和以前的飲酒者的研究，有20%的人會意識到飲酒對他們在財務、工作、和人際關係等重要領域產生負面的影響。
愛爾蘭酗酒問題在2007年造成約37億歐元的損失。
在HIV感染流行的南非，濫用酒精者將自己暴露於這種感染的風險加劇。Setshedi, Mashiko; Monte, Suzanne M de la. . 26 August 2015  [7 September 2021]. doi:10.1080/17290376.2011.9724990.
根據一項瑞典所做的的調查顯示，15歲和16歲青少年濫用酒精增加，其中一半是因為一種名為alcopop甜味宜人的酒精飲料的引入所導致。這種掩蓋酒精味道的飲料對女孩女孩濫用酒精增加，負有三分之二的責任。瑞典引入alcopop的原因是因為加入歐洲聯盟，並採用歐盟法律的結果。
酒精不當使用每年給英國國民保健署產生30億英鎊的成本。給雇主造成的成本每年達到64億英鎊。這些數字尚不包括與酒精不當使用相關的犯罪和社會問題。英國經常喝酒的女性人數已幾乎趕上男性。
在美國，許多人因酒後駕駛被捕。此外，受酒精影響的人犯下大部分的暴力犯罪，包括虐待兒童、兇殺、和自殺。此外，除亞裔美國人外，少數民族/族裔群體的人受到不成比例的酒精相關問題的影響。根據犯罪學家Hung‐En Sung的說法，“酒精是美國濫用最廣泛的精神藥物”。

## 外部連結
- dassa.sa.gov.au
- Rethinking Drinking （页面存档备份，存于）, National Institute on Alcohol Abuse and Alcoholism
- Alcohol and Crime: Data from 2002 to 2008 （页面存档备份，存于） Bureau of Justice Statistics
- Healthy Youth! Alcohol & Drug Abuse – U.S. Centers for Disease Control (CDC) （页面存档备份，存于）